# Poppon d'Andechs-Méranie
Poppon d'Andechs-Méranie, né vers 1175 et mort le 4 décembre 1245, fut évêque de Bamberg de 1237 à 1242.

## Biographie
Poppon est le fils cadet du comte Berthold III d'Andechs (mort en 1188), margrave d'Istrie et de Carniole, et de sa seconde épouse Luitgarde, fille du roi Sven III de Danemark. Il est l'oncle d'Edwige de Silésie.
Il se consacre à une vocation religieuse et devient prévôt puis chanoine à Bamberg en Franconie, sous l'égide de son neveu l'évêque Egbert, où il se montre très influent sur le plan politique. Élu en septembre 1237, il fut le troisième évêque de Bamberg issu de la famille des comtes d'Andechs. Néanmoins, la situation financière de l'évêché est tendue et il doit mettre en gage des biens pour rembourser la dette. Les problèmes sont compliqués par des litiges concernant les domaines épiscopaux en Carinthie (notamment les villes de Villach et de Wolfsberg), au grand mécontentement du duc Bernard.
Poppon, à un âge avancé, n'était pas en mesure de maîtriser les graves difficultés. La situation s'est fortement dégradée au cours du litige entre l'empereur Frédéric II et le pape Grégoire IX : après que des forces rebelles traversèrent l'évêché, l'empereur reprochait à l'évêque d'être déloyal et l'évêque lui jure alors fidélité. Poppon est ensuite accusé par le tribunal de la Cour de justice de rupture du serment d'allégeance, de défection de l'empereur et de dilapider les biens diocésains. Dans la première moitié de l'année 1242, Poppon est reconnu coupable et est privé de sa souveraineté aboutissant de facto à sa destitution, alors qu'il n'a jamais été ordonné. Son successeur a été désigné en la personne de Heinrich von Bilversheim, un homme de l'empereur.
Il mourut le 4 décembre 1245.

## Source, notes et références
- (de) Cet article est partiellement ou en totalité issu de l’article de Wikipédia en allemand intitulé « Poppo von Andechs-Meranien » (voir la liste des auteurs).